# 창화썬
창화썬(중국어 간체자: 常华森, 정체자: 常華森, 병음: Cháng Huásēn, 한자음: 상화삼, 1997년 9월 6일 ~ )은 중국의 가수, 배우다.

## 방송
- 시간도수우견니 (2020)
- 여차가애적아문 (2020)
- 청춘유니 (시즌 3) (2021) - Top19
- 박통박통희환니 (2021)
- 견면파취현재 (2022)